# Weiltalweg-Landschaftsmarathon
Der Weiltalweg-Landschaftsmarathon war ein Marathon, der von 2003 bis 2019 im April vom hessischen Naturpark Hochtaunus, dem heutigen Naturpark Taunus, organisiert wurde.
Ab 2021 soll der Weiltalweg-Landschaftsmarathon mit neuem Konzept fortgesetzt werden.

## Überblick
| Teilnehmerstärke | Teilnehmerstärke | Teilnehmerstärke |
| Jahr             | DEU              | HE               |
| ---------------- | ---------------- | ---------------- |
| 2008             | 30               | 3                |
| 2009             | 26               | 2                |
| 2010             | 31               | 3                |
| 2011             | 25               | 2                |
| 2012             | 31               | 3                |
| 2013             | 33               | 3                |
| 2014             | 38               | 3                |
| 2015             | 41               | 3                |
| 2016             | 37               | 3                |
| 2017             | 37               | 3                |

Der Kurs verläuft entlang des Weiltalwegs von Schmitten-Arnoldshain durch den östlichen Taunus nach Weilburg an der Lahn. Die Strecke führt überwiegend durch Waldgebiete und kleine Ortschaften wie Rod an der Weil und Emmershausen. Stimmungshöhepunkt ist die Passage durch die Altstadt von Weilmünster.
Obwohl es tendenziell bergab geht, gilt die Strecke aufgrund der zahlreichen Steigungen als anspruchsvoll (400 Höhenmeter bergauf, 800 Meter bergab). Der steilste Anstieg liegt kurz hinter dem sechsten Kilometer (nach der Ortspassage von Hunoldstal), wenn die Strecke teilweise rund um den Pferdskopf (Taunus) führt. Da der Weiltalweg auch als Wander- und Radweg ausgezeichnet ist, verfügt die Strecke über einen stabilen Untergrund (überwiegend feste Waldwege, teilweise asphaltierte Straßen). Hinter Weilmünster führt die Strecke über die ehemalige Trasse der Weiltalbahn.
Von 2008 bis 2014 wurde eine Marathon-Staffel angeboten. 2010 wurde erstmals ein 23-km-Lauf in das Programm aufgenommen, als sich aufgrund des langanhaltenden Winters schwache Meldezahlen für den Marathon abzeichneten. Aufgrund der guten Resonanz (164 Teilnehmer, davon 111 Männer und 53 Frauen) wird seit 2011 ein Lauf über – nunmehr – 22 km angeboten. Seit 2014 wird zudem ein 12-km-Lauf mit Start in Weilmünster angeboten.
Der Weiltalweg-Landschaftsmarathon konnte in den Anfangsjahren knapp 1000 Teilnehmer auf der Marathon-Distanz im Ziel verzeichnen und lag damit im deutschlandweiten Vergleich um Platz 30 herum bezogen auf die Teilnehmerstärke. In Hessen kämpfte er zunächst mit dem Darmstadt-Marathon um den zweitgrößten Marathonlauf hinter dem Frankfurt-Marathon, später mit dem Kassel-Marathon. 2018 erreichten erstmals weniger als 300 Marathonläufer das Ziel, wodurch der Weiltalweg-Landschaftsmarathon nicht mehr in den jährlichen Analysen der deutschen Marathonszene des Internet-Journals laufreport.de geführt wird. Die der Marathon-Analyse entnommenen Platzierungen können in der Tabelle rechts eingesehen werden.

## Statistik

### Siegerlisten

#### Männer Marathon
| Datum         | 1. Platz                      | Zeit (h) | 2. Platz                    | Zeit (h) | 3. Platz                | Zeit (h) |
| ------------- | ----------------------------- | -------- | --------------------------- | -------- | ----------------------- | -------- |
| 14. Apr. 2019 | Lorenz Köhl (DEU)             | 2:48:41  | Dieter Metz (DEU)           | 2:52:40  | Roman Dubrovskyi (UKR)  | 2:54:55  |
| 22. Apr. 2018 | Florian Neuschwander (DEU)    | 2:29:15  | Bastian-Dominic Stahl (DEU) | 2:48:49  | Marco Diehl (DEU)       | 2:52:11  |
| 23. Apr. 2017 | David Schön (DEU)             | 2:49:07  | Bastian-Dominic Stahl (DEU) | 2:51:01  | Harald Horstkotte (DEU) | 2:51:06  |
| 17. Apr. 2016 | Dieter Metz (DEU)             | 2:45:25  | Lorenz Köhl (DEU)           | 2:45:41  | Frank Wiegand (DEU)     | 2:47:35  |
| 19. Apr. 2015 | Marco Diehl (DEU) (5. Sieg)   | 2:44:10  | Lorenz Köhl (DEU)           | 2:50:25  | Marc Steindl (DEU)      | 2:50:26  |
| 27. Apr. 2014 | Jan-Hendrik Hans (DEU)        | 2:42:45  | Frank Wiegand (DEU)         | 2:43:41  | Lars Breuer (DEU)       | 2:43:59  |
| 21. Apr. 2013 | Martin Rustemeier (DEU)       | 2:44:42  | Frank Wiegand (DEU)         | 2:46:01  | Marc Steindl (DEU)      | 2:52:10  |
| 22. Apr. 2012 | Frank Wiegand (DEU) (2. Sieg) | 2:48:03  | Werner Weber (DEU)          | 2:53:18  | Sylvio Langer (DEU)     | 2:54:56  |
| 17. Apr. 2011 | Alexei Larionov (RUS)         | 2:41:20  | Lars Breuer (DEU)           | 2:42:37  | Jan-Hendrik Hans (DEU)  | 2:43:37  |
| 18. Apr. 2010 | Frank Wiegand (DEU)           | 2:48:56  | Gerald Baudek (DEU)         | 2:52:13  | Peter Haberzettl (DEU)  | 2:55:01  |
| 19. Apr. 2009 | René Freisberg (DEU)          | 2:39:46  | Stefan Rudeloff (DEU)       | 2:43:21  | Frank Wiegand (DEU)     | 2:44:16  |
| 20. Apr. 2008 | Marco Diehl (DEU) (4. Sieg)   | 2:29:22  | Eric Le Mercier (FRA)       | 2:40:44  | Frank Stephan (DEU)     | 2:41:58  |
| 22. Apr. 2007 | Marco Diehl (DEU) (3. Sieg)   | 2:33:05  | Frank Wiegand (DEU)         | 2:41:14  | Stefan Rudeloff (DEU)   | 2:41:56  |
| 23. Apr. 2006 | Marco Diehl (DEU) (2. Sieg)   | 2:30:41  | Frank Wiegand (DEU)         | 2:46:43  | Thomas Maith (DEU)      | 2:48:05  |
| 24. Apr. 2005 | Marco Diehl (DEU)             | 2:34:13  | Ralf Selle (DEU)            | 2:42:26  | Frank Wiegand (DEU)     | 2:46:02  |
| 25. Apr. 2004 | Markus Roß (DEU)              | 2:35:52  | Jürgen Werner (DEU)         | 2:37:37  | Ralf Selle (DEU)        | 2:41:21  |
| 27. Apr. 2003 | Ulrich Rötzheim (DEU)         | 2:40:02  | Ralf Selle (DEU)            | 2:43:27  | Dieter Nickel (DEU)     | 2:46:16  |

#### Frauen Marathon
| Datum         | 1. Platz                         | Zeit (h) | 2. Platz                       | Zeit (h) | 3. Platz                       | Zeit (h) |
| ------------- | -------------------------------- | -------- | ------------------------------ | -------- | ------------------------------ | -------- |
| 14. Apr. 2019 | Lisa Hartmann (DEU)              | 3:26:51  | Carolin Stahl (DEU)            | 3:33:57  | Silke Böhm (DEU)               | 3:37:42  |
| 22. Apr. 2018 | Eva Skalsky (DEU)                | 3:29:03  | Lisa Hartmann (DEU)            | 3:29:34  | Uli Patzke (DEU)               | 3:31:27  |
| 23. Apr. 2017 | Jutta Siefert (DEU)              | 3:14:30  | Hendrike Hatzmann (DEU)        | 3:17:13  | Katja Friedländer-Tiller (DEU) | 3:24:42  |
| 17. Apr. 2016 | Anke Holljesiefken (DEU)         | 3:04:06  | Katja Friedländer-Tiller (DEU) | 3:15:49  | Esther Delp (DEU)              | 3:26:59  |
| 19. Apr. 2015 | Silke Kaliner (DEU)              | 3:18:15  | Barbara Keller (DEU)           | 3:21:47  | Katja Friedländer-Tiller (DEU) | 3:29:02  |
| 27. Apr. 2014 | Antje Krause (DEU) (2. Sieg)     | 3:18:05  | Barbara Keller (DEU)           | 3:18:32  | Gerlinde Möller (DEU)          | 3:31:30  |
| 21. Apr. 2013 | Annette Frings (DEU)             | 3:20:58  | Barbara Keller (DEU)           | 3:25:27  | Johanna Schlegel-Reuter (DEU)  | 3:28:06  |
| 22. Apr. 2012 | Sandra Holly (DEU)               | 3:03:48  | Astrid Staubach (DEU)          | 3:07:24  | Uta König (DEU)                | 3:19:02  |
| 17. Apr. 2011 | Katrin Kollmeyer (DEU) (2. Sieg) | 3:05:01  | Claudia Stader (DEU)           | 3:24:35  | Conny Schäfer (DEU)            | 3:29:26  |
| 18. Apr. 2010 | Martina Groß (DEU)               | 3:10:31  | Barbara Keller (DEU)           | 3:18:41  | Claudia Stader (DEU)           | 3:20:50  |
| 19. Apr. 2009 | Michaela Schneck (DEU)           | 3:03:02  | Astrid Staubach (DEU)          | 3:11:41  | Antje Krause (DEU)             | 3:12:22  |
| 20. Apr. 2008 | Antje Krause (DEU)               | 3:12:30  | Prisca Lepper-Schwarzer (DEU)  | 3:14:30  | Sandra Christmann (DEU)        | 3:15:11  |
| 22. Apr. 2007 | Ulrike Steeger (DEU) (2. Sieg)   | 3:12:12  | Sibylle Gottschalk (DEU)       | 3:20:22  | Gitta Müller (DEU)             | 3:23:56  |
| 23. Apr. 2006 | Katrin Kollmeyer (DEU)           | 3:14:31  | Sibylle Gottschalk (DEU)       | 3:24:27  | Annett Krombacher (DEU)        | 3:24:49  |
| 24. Apr. 2005 | Ulrike Steeger (DEU)             | 3:16:48  | Marlen Günther (DEU)           | 3:19:50  | Lynn Biesheuvel (ZAF)          | 3:20:31  |
| 25. Apr. 2004 | Claudia Buch (DEU)               | 3:16:44  | Gerlinde Möller (DEU)          | 3:17:21  | Steffi Seitz (DEU)             | 3:18:42  |
| 27. Apr. 2003 | Birgit Lennartz (DEU)            | 3:11:18  | Claudia Buch (DEU)             | 3:11:44  | Monika Schmidt (DEU)           | 3:14:07  |

#### Männer 22-km-Lauf
| Datum         | 1. Platz                        | Zeit (h) | 2. Platz               | Zeit (h) | 3. Platz                | Zeit (h) |
| ------------- | ------------------------------- | -------- | ---------------------- | -------- | ----------------------- | -------- |
| 14. Apr. 2019 | Florian Heck (DEU)              | 1:22:54  | Achim Krombach (DEU)   | 1:24:14  | Stephan Kleinhans (DEU) | 1:24:25  |
| 22. Apr. 2018 | Alexander Claas (DEU) (2. Sieg) | 1:20:57  | Marius Braun (DEU)     | 1:22:32  | Lars Breuer (DEU)       | 1:24:12  |
| 23. Apr. 2017 | Dawit Gebremichael (ETH)        | 1:22:01  | Achim Krombach (DEU)   | 1:23:56  | Stephan Kleinhans (DEU) | 1:24:10  |
| 17. Apr. 2016 | Cristian Alexandru Acs (ROU)    | 1:23:49  | Jens Laue (DEU)        | 1:24:05  | Florian Heck (DEU)      | 1:24:08  |
| 19. Apr. 2015 | Dirk Schmitt (DEU)              | 1:24:48  | Viktor Baitinger (DEU) | 1:25:06  | Achim Krombach (DEU)    | 1:25:47  |
| 27. Apr. 2014 | Alexander Claas (DEU)           | 1:22:24  | Jens Laue (DEU)        | 1:24:05  | Achim Krombach (DEU)    | 1:24:57  |
| 21. Apr. 2013 | Lars Breuer (DEU)               | 1:18:42  | Achim Krombach (DEU)   | 1:25:08  | Alexander Claas (DEU)   | 1:25:33  |
| 22. Apr. 2012 | Udo Stöckl (DEU)                | 1:23:43  | Michael Rühl (DEU)     | 1:25:42  | Achim Krombach (DEU)    | 1:25:47  |
| 17. Apr. 2011 | Christian Spaich (DEU)          | 1:19:57  | Andreas Hauck (DEU)    | 1:24:39  | Achim Krombach (DEU)    | 1:25:31  |

#### Frauen 22-km-Lauf
| Datum         | 1. Platz                                | Zeit (h) | 2. Platz                      | Zeit (h) | 3. Platz                 | Zeit (h) |
| ------------- | --------------------------------------- | -------- | ----------------------------- | -------- | ------------------------ | -------- |
| 14. Apr. 2019 | Franziska Schneider (DEU)               | 1:33:15  | Wonny Keil (AUT)              | 1:35:39  | Nadine Heck (DEU)        | 1:40:20  |
| 22. Apr. 2018 | Prisca Lepper-Schwarzer (DEU) (6. Sieg) | 1:39:43  | Michaela Wolf (DEU)           | 1:43:41  | Sonja Gabriel (DEU)      | 1:44:30  |
| 23. Apr. 2017 | Beate Mägerle (DEU)                     | 1:41:53  | Lisa Hartmann (DEU)           | 1:43:19  | Nadine Fasel (DEU)       | 1:43:26  |
| 17. Apr. 2016 | Prisca Lepper-Schwarzer (DEU) (5. Sieg) | 1:38:08  | Nadja Löbel (DEU)             | 1:40:14  | Viktorija Jefimova (DEU) | 1:40:36  |
| 19. Apr. 2015 | Prisca Lepper-Schwarzer (DEU) (4. Sieg) | 1:34:25  | Nadine Schmidt (DEU)          | 1:38:33  | Michaela Wolf (DEU)      | 1:41:28  |
| 27. Apr. 2014 | Nicole Lönneker (DEU)                   | 1:32:48  | Prisca Lepper-Schwarzer (DEU) | 1:34:40  | Kim Mess (DEU)           | 1:35:59  |
| 21. Apr. 2013 | Prisca Lepper-Schwarzer (DEU) (3. Sieg) | 1:33:30  | Nadja Löbel (DEU)             | 1:41:11  | Petra Beck (DEU)         | 1:42:38  |
| 22. Apr. 2012 | Prisca Lepper-Schwarzer (DEU) (2. Sieg) | 1:33:30  | Anja Schneider (DEU)          | 1:42:46  | Roswitha Pistor (DEU)    | 1:45:21  |
| 17. Apr. 2011 | Prisca Lepper-Schwarzer (DEU)           | 1:34:52  | Nadja Löbel (DEU)             | 1:48:15  | Roswitha Pistor (DEU)    | 1:49:57  |

#### Männer 12-km-Lauf
| Datum         | 1. Platz               | Zeit  | 2. Platz               | Zeit  | 3. Platz                  | Zeit  |
| ------------- | ---------------------- | ----- | ---------------------- | ----- | ------------------------- | ----- |
| 14. Apr. 2019 | Frederik Ehling (DEU)  | 45:46 | Patrick Droß (DEU)     | 46:04 | Jochen Nieratschker (DEU) | 46:28 |
| 22. Apr. 2018 | Patrick Droß (DEU)     | 48:10 | Manuel Mohr (DEU)      | 48:32 | Dominik Hölzer (DEU)      | 48:57 |
| 23. Apr. 2017 | Marius Braun (DEU)     | 45:31 | Julian Schepp (DEU)    | 46:00 | Manuel Mohr (DEU)         | 46:43 |
| 17. Apr. 2016 | Christian Spaich (DEU) | 43:08 | Fateh Saleh (DZA)      | 45:26 | Jonas Afewerki (ERI)      | 46:28 |
| 19. Apr. 2015 | Jan Streblow (DEU)     | 42:46 | Olaf Wickenhöfer (DEU) | 43:03 | Fateh Saleh (DZA)         | 43:44 |
| 27. Apr. 2014 | Gerrit Kappes (DEU)    | 49:36 | Olaf Behrens (DEU)     | 49:36 | Josef Ochs (DEU)          | 50:50 |

#### Frauen 12-km-Lauf
| Datum         | 1. Platz                       | Zeit  | 2. Platz               | Zeit  | 3. Platz              | Zeit  |
| ------------- | ------------------------------ | ----- | ---------------------- | ----- | --------------------- | ----- |
| 14. Apr. 2019 | Sarah Haustein (DEU) (2. Sieg) | 50:28 | Tytti Kirvesmies (FIN) | 52:24 | Miriam Nickolay (DEU) | 58:42 |
| 22. Apr. 2018 | Elke Frank (DEU)               | 58:37 | Julia Herb (DEU)       | 59:13 | Janine Ritter (DEU)   | 59:54 |
| 23. Apr. 2017 | Sarah-Madeleine Brombach (DEU) | 55:05 | Elke Frank (DEU)       | 55:56 | Bianca Roos (DEU)     | 56:41 |
| 17. Apr. 2016 | Sarah Haustein (DEU)           | 48:34 | Siegrid Maier (DEU)    | 56:19 | Anna Brumm (DEU)      | 57:56 |
| 19. Apr. 2015 | Siegrid Maier (DEU)            | 54:55 | Elke Frank (DEU)       | 57:43 | Marie-Jo Thüne (DEU)  | 59:21 |
| 27. Apr. 2014 | Martina Heddrich (DEU)         | 57:23 | Heike Voigt (DEU)      | 57:53 | Monika Fischer (DEU)  | 59:40 |

### Entwicklung der Finisherzahlen Marathon
| Jahr | Gesamt | Männer | Frauen |
| ---- | ------ | ------ | ------ |
| 2019 | 227    | 175    | 52     |
| 2018 | 249    | 198    | 51     |
| 2017 | 329    | 263    | 66     |
| 2016 | 344    | 284    | 60     |
| 2015 | 321    | 272    | 49     |
| 2014 | 347    | 273    | 68     |
| 2013 | 416    | 357    | 59     |
| 2012 | 471    | 278    | 93     |
| 2010 | 743    | 613    | 130    |
| 2009 | 937    | 762    | 175    |
| 2008 | 909    | 753    | 156    |
| 2007 | 722    | 595    | 127    |
| 2006 | 794    | 647    | 147    |
| 2005 | 981    | 788    | 193    |
| 2004 | 868    | 723    | 145    |
| 2003 | 804    | 647    | 157    |

Teilnehmerrekorde (und Streckenrekorde) sind fett geschrieben.